# Alethiometer
Et alethiometer er en fiktiv opfindelse som måler sandheden, i Philip Pullman trilogi om Det gyldne kompas. Ordet stammer fra det græske alètheia, der betyder "sandheden" og måler sandhed, så alethiometer betyder "sandheds-måler". En misforståelse fra forfatterens tidligere titel til bogen ("De Gyldne Kompasser") og ligheden til et almindeligt kompas, er grunden til at den amerikanske titel på bogen er Det Gyldne Kompas i stedet for Nordlys . Det er blevet beskrevet sådan her i den første bog: Det lignede meget et ur eller et kompas, for der var visere der pegede rundt på forskellige steder på skiven, men i stedet for timer eller tal til kompasser, var der mange små billeder, hvert af dem var malet med den fineste og forsigtige pensel.
Et alethiometer bliver givet til hovedpersonen Lyra Belacqua, af "Jordan Kollegiet"s rektor. Han fortæller Lyra, at det er en opfindelse og at der kun er lavet 6 i hele verden. Han forklarer også dens funktioner til hende og siger, at hun selv er nødt til at lære at bruge det. 
For at bruge alethiometret, skal brugeren indstille 3 af de 4 visere på symbolerne på skiven og danne et spørgsmål i sindet. Den fjerde viser vil svare på spørgsmålet, ved at svinge fra et symbol til et andet og få det til at give mening inde i brugerens sind. Ethvert symbol kan have mange betydninger, hvilket kræver at brugeren er specielt fokuseret på alethiometret. Det er under "Støvs" eller elementære partiklers (mørkt stof) påvirkning, at alethiometret kan svare på spørgsmål. En veluddannet bruger kan alethiometret til at få på alle spørgsmål vedrørende fortid og nutid, men alethiometret er ikke i stand til at forudsige fremtidige begivenheder, men kan i begrænset omfang fortælle hvad der vil ske, hvis visse handlinger bliver taget (såsom virkningerne der kom hvis spørgelserne forlod Underverdnen, hvilket de senere gjorde). 
Den faktiske mekanisme i instrumentet er henlagt i mystik. Den oprindelige prototype var designet til at udregne planeternes bane, som et kompas sporer den magnetiske nordpol: nålen peger nu mod himmellegemer som Venus eller Mars i stedet for nord eller syd. Men denne oprindelige hensigtmislykkedes. Lyra mener, at nålen bliver styret af interaktive støv-partikler, der ligner et samspil mellem Crookes radiometer og fotoner. 
En lærd der mestre kunsten at læse alethiometret, har titlen alethiometrist; bemærkelsesværdige alethiometrister omfatter Jordan Kollegiets rektor, Fra Pavel, Teukros Basilides og Lyra, der kan bruge alethiometret via sin intuition, snarere end de mange års uddannelse det ellers kræver, selvom hun mister evnen sidst i trilogien, fordi hendes behov for det er passeret. Hun beslutter bagefter at bruge resten af hendes liv til at lære at bruge alethiometret.